# Svarten, Larsmo
Svarten är en ö i Finland. Den ligger i Bottenviken och i kommunen Larsmo i den ekonomiska regionen  Jakobstadsregionen i landskapet Österbotten, i den nordvästra delen av landet. Ön ligger omkring 86 kilometer nordöst om Vasa och omkring 410 kilometer norr om Helsingfors.
Öns area är 0,7 hektar och dess största längd är 150 meter i sydöst-nordvästlig riktning. I omgivningarna runt Svarten växer i huvudsak barrskog. Runt Svarten är det ganska tätbefolkat, med 75 invånare per kvadratkilometer. Närmaste större samhälle är Jakobstad, 5,8 km söder om Svarten.